# جوسلين دوناهو
جوسلين دوناهو (بالإنجليزية: Jocelin Donahue)‏ (ولدت في 8 نوفمبر 1981) ممثلة أمريكية، اشتهرت بدور البطولة «سامانثا هيوز» الذي لعبته في فيلم الرعب
بيت الشيطان، الذي فازت عنه بجائزة أفضل ممثلة في فيلم لوس أنجلوس سكرامفيست 2009، كما لعبت دور «باربرا هيرشي» في فيلم  إنزيدوس: الفصل 2 (2013),

## نشأتها
ولدت دوناهو وترعرعت في  بريستول، كونكتيكوت، وتخرجت من مدرسة بريستول سنترال الثانوية في عام 1999. بعد ذلك التحقت بجامعة نيويورك، حيث حصلت على شهادة في علم الاجتماع.

## روابط خارجية
- جوسلين دوناهو على موقع IMDb (الإنجليزية)
- جوسلين دوناهو على موقع ميتاكريتيك (الإنجليزية)
- جوسلين دوناهو على موقع روتن توميتوز (الإنجليزية)
- جوسلين دوناهو على موقع قاعدة بيانات الأفلام العربية
- جوسلين دوناهو على موقع ألو سيني (الفرنسية)
- جوسلين دوناهو على موقع أول موفي (الإنجليزية)
- جوسلين دوناهو على موقع قاعدة بيانات الفيلم (الإنجليزية)
- جوسلين دوناهو على موقع ليتربوكسد (الإنجليزية)
- جوسلين دوناهو على موقع كينوبويسك (الروسية)